# 陳夢熊 (清朝)
陳夢熊（1760年11月20日—1828年5月19日），又名大恕，字章如，號渭溪，福建福州府侯官縣人，清朝武官。

## 生平
從伯父陳玉光（字文美，號玉齋，1736-1804）為乾隆十八年（1753年）癸酉科武舉人，官至閩安左營守備，曾從征緬甸，參與平定林爽文等。父親陳應元（字文德，1738-1799） 為乾隆二十七年（1762年）壬午科武舉人，官至閩安左營千總。
行伍出身的陳夢熊初升千總，嘉慶元年（1796年）隨游擊曾攀鶴巡洋，曾攀鶴不幸遇盜溺斃，陳夢熊等因救人不力遭水師提督哈當阿奏參，革職留任。十年（1805年）升台灣水師右營守備，十二年（1807年）奉命擊剿朱濆、蔡牽等海盜集團，十三年（1808年）升台灣水師左營游擊，偕署總兵，因戰功顯赫獲賞戴花翎，十四年（1809年）四月偕定海營守備追剿朱渥等海盜集團，五月補銅山營參將，六月任浙江溫州鎮總兵，十五年（1810年）任福建金門鎮總兵，十七年（1812年）奉旨接替李文瀾，於台灣地區擔任澎湖水師協副將。而隸屬台灣鎮之下的此官職職等為正二品，是台灣清治時期的這階段，扼守台灣海峽的重要武將，並統帥兩標水營，數千名水師兵勇，二十年（1815年）任浙江黃巖鎮總兵，二十一年（1816年）病缺，二十二年（1817年）復任溫州鎮總兵，二十三年（1818年）任定海鎮總兵，道光三年（1823年）升廣東水師提督，五年（1825年）獲命赴京候用，六年（1826年）以原官回籍致仕，誥授振武將軍，八年（1828年）卒。
長子陳殿鰲（原名霖豐，字華沛，1781-1834）為嘉慶十四年（1809年）己巳恩科武進士，曾任台灣右營守備、安平營都司等軍職。
| 前任： 李文瀾 | 澎湖水師協副將 1812年上任 | 繼任： 郭繼青 |